# Gemeinsames Programm der Vereinten Nationen für HIV/Aids
Das Gemeinsame Programm der Vereinten Nationen für HIV/Aids (englisch Joint United Nations Programme on HIV/AIDS, UNAIDS) ist ein Projekt der Vereinten Nationen mit dem Ziel, die verschiedenen HIV/AIDS-Pandemie-Aktivitäten einzelner Ländern im Kampf gegen AIDS zu koordinieren. Das Hauptquartier der Organisation befindet sich in Pregny-Chambésy nahe Genf in der Schweiz.
Eine wichtige Funktion von UNAIDS ist dabei das Sammeln von Daten und den Konsequenzen, die die Epidemie mit sich bringt, die sozialen (Lebensumstände der Infizierten) zu erfassen und den Einfluss der Epidemie auf die Wirtschaft der Staaten zu dokumentieren.
UNAIDS unterstützt die Welt-AIDS-Konferenz und publiziert zweimal jährlich den Globalen HIV/AIDS Bericht.

## Geschichte

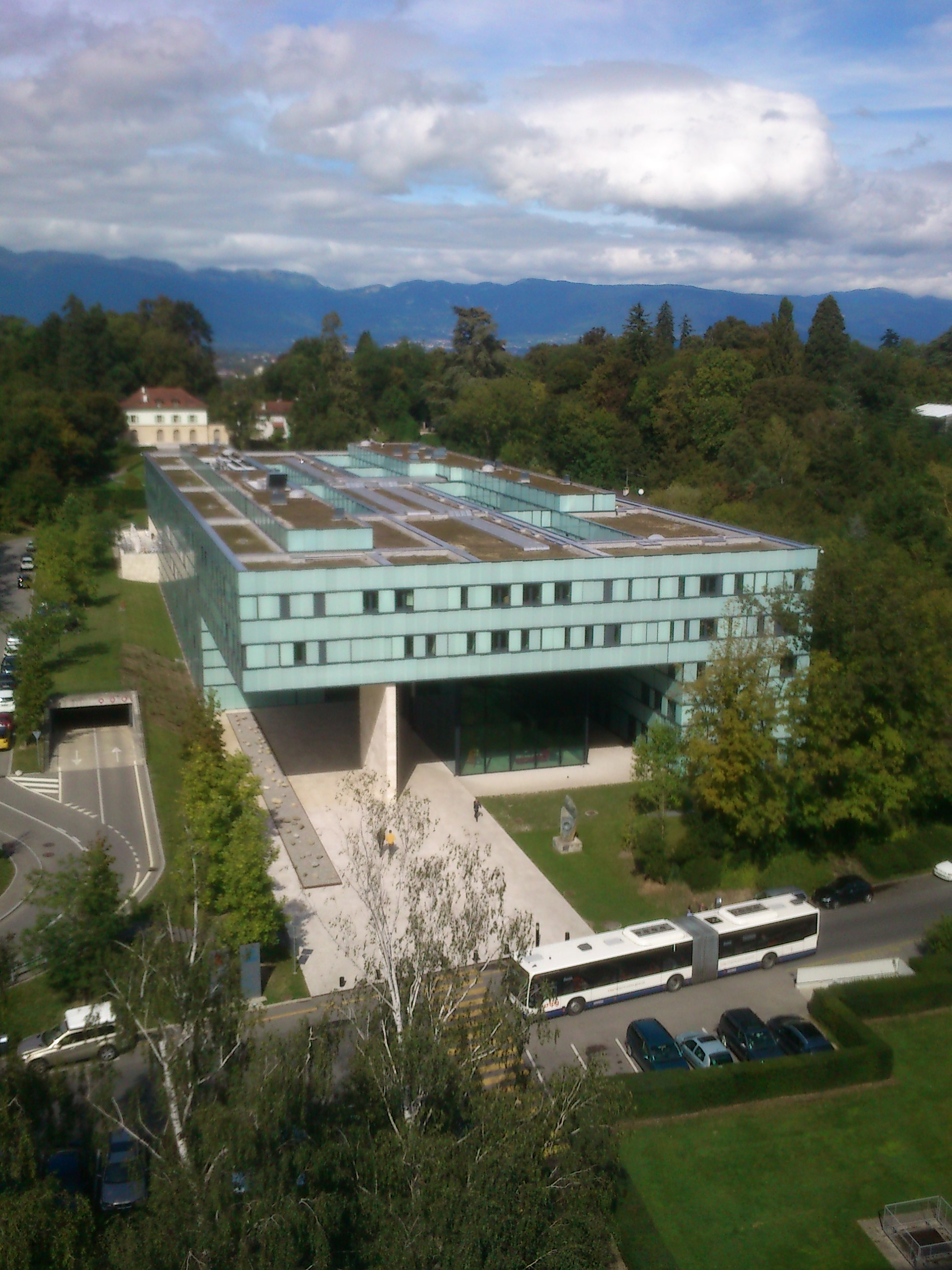
Hauptgebäude in Genf

Es entstand 1996 aus dem Global Program on HIV/AIDS der Weltgesundheitsorganisation.
HIV/AIDS kann nicht nur alleine auf dem medizinischen Sektor bekämpft werden, da es wegen der Art der Übertragung und Ausbreitung der Epidemie viele Aspekte der menschlichen Gesellschaft berührt. In den ersten Jahren der AIDS-Verbreitung hatten die Spezialorganisationen der UNO und die Staaten jeweils eigene Programme, von denen nur sehr wenige gebündelt wurden, um ihre Effektivität zu steigern. Um die Aktivitäten dieser Programme besser koordinieren zu können, wurde UNAIDS gegründet.
Vorsitzender war von 12. Dezember 1994 bis 31. Dezember 2008 der Belgier Peter Piot, Untergeneralsekretär der Vereinten Nationen. Zum Nachfolger wurde am 1. Dezember 2008 Michel Sidibé, der aus Mali stammt und vor seiner Zeit bei UNAIDS 14 Jahre lang beim Kinderhilfswerk der Vereinten Nationen UNICEF gearbeitet hat. Als Deputy Direktor wurde Shannon Hader im Februar 2019 berufen. Im Mai 2019 trat Sidibé zurück, zu seiner Nachfolgerin wurde kommissarisch die Schwedin Gunilla Carlsson bestimmt.
Für das Jahr 2016 lagen die Einnahmen der Organisation bei 229 Millionen US-Dollar und die Ausgaben bei 182 Millionen US-Dollar.

## Leitung
Das Gemeinsame Programm der Vereinten Nationen für HIV/Aids (UNAIDS) wird von einem geschäftsführenden Direktor bzw. einer Direktorin geleitet. Bisher hatten folgende Personen dieses Amt inne:
| Foto             | Name             | Staat    | Amtszeit                    |
| ---------------- | ---------------- | -------- | --------------------------- |
| Peter Piot       | Peter Piot       | Belgien  | 1994–2008                   |
| Michel Sidibé    | Michel Sidibé    | Mali     | 2009–2019                   |
| Gunilla Carlsson | Gunilla Carlsson | Schweden | Mai–Okt. 2019 kommissarisch |
| Winnie Byanyima  | Winnie Byanyima  | Uganda   | Nov. 2019 –                 |

## Co-Finanzierung
Neben den UNO-Mitgliedstaaten wird UNAIDS von zehn Organisationen mitfinanziert:
- Hoher Flüchtlingskommissar der Vereinten Nationen (UNHCR)
- Kinderhilfswerk der Vereinten Nationen (UNICEF)
- Welternährungsprogramm der Vereinten Nationen (WFP)
- Entwicklungsprogramm der Vereinten Nationen (UNDP)
- Bevölkerungsfonds der Vereinten Nationen (UNFPA)
- Büro der Vereinten Nationen für Drogen und Verbrechen (UNODC)
- Internationale Arbeitsorganisation (ILO)
- Organisation der Vereinten Nationen für Erziehung, Wissenschaft und Kultur (UNESCO)
- Weltgesundheitsorganisation (WHO)
- Weltbank

Das Committee of Cosponsoring Organizations (CCO) stellt ein Forum der Kosponsoren dar und trifft sich zweimal jährlich. Ihm sitzt jeweils eine der Partnerorganisationen vor. Der Vorsitz wird jährlich durch Rotationsverfahren vergeben.

## UNO-Agenturen, die mit UNAIDS zusammenarbeiten
Um HIV und AIDS effektiv zu bekämpfen, koordiniert UNAIDS die Arbeit dieser Spezialagenturen der UNO:
- das Kinderhilfswerk der Vereinten Nationen (UNICEF)
  - für den Schutz an AIDS erkrankter Kindern und Kindern AIDS-kranker Eltern
- der Weltbevölkerungsfonds (UNFPA)
  - für den Schutz der Bevölkerungen, die direkt oder indirekt von AIDS betroffen sind
- das Drogenkontrollprogramm (UNDCP)
  - für die Vorbeugung und den Schutz im Kreis der Drogenabhängigen
- die internationale Reiseorganisation
  - für den Schutz und die Vorbeugung AIDS-kranker Reisender oder derjenigen, die mit ihnen in nahem Kontakt sind
- die Organisation der Vereinten Nationen für Bildung, Wissenschaft und Kultur (UNESCO)
  - für die Prävention und Information über AIDS
- die Weltgesundheitsorganisation (WHO)
  - für die Koordinierung der medizinischen Kräfte
- das Welternährungsprogramm (WFP)
  - um einen Zugang für die Kräfte von Prävention und Schutz zu schaffen
- das Programm der Vereinten Nationen für Entwicklung (UNDP)
  - um den Ländern zu helfen, die von AIDS betroffen sind.
- die Millenniums-Entwicklungsziele (UNMDG)
  - Das sechste Entwicklungsziel der MDG befasst sich mit der Bekämpfung von HIV/AIDS.

## Weblink
- Offizielle Website der UNAIDS (englisch, französisch, spanisch)